# Erika Reichert-Maja
Erika Reichert-Maja (* 11. April 1939 in Reken, Westfalen) ist eine ehemalige Schulleiterin und Sachbuchautorin.

## Leben
Reichert-Maja war von 1968 bis 2003 als Lehrerin im Schuldienst tätig. Die letzten 20 Jahre war sie Rektorin der Antonius-Grundschule in Klein Reken.
Für den bis 2004 in Dorsten ansässigen Spectra-Verlag und andere Verlage verfasste didaktisches Lehr- und Lernmaterial für Grundschulen. Insgesamt entwickelte sie rund 200 Medien für Kinder, darunter Sach- und Bilderbücher, Liedtexte und Hörspiele. 1999 wurde sie mit der Europamedaille ausgezeichnet.
Reichert-Maja gehört dem Beirat der Annette von Droste-Gesellschaft Münster an und ist Mitglied von Soroptimist International.

## Veröffentlichungen (Auswahl)
- 2003: Pablo Picasso. Eine Botschaft an die Kinder. Das Werkstattbuch für Kids, mit Gerda Siebelt, Ill. von Wilhelm Schlote, Coppenrath, Münster, ISBN 3-8157-3280-8
- 2003: Der Schmetterling Papü und sein Geheimnis, Landwirtschaftsverlag, ISBN 978-3784332192
- 2003: DurchblickLÜK. Bunter Rechenzauber 3. Vom Hunderter zum Tausender. 3. Schuljahr, Westermann Lernspielverlag, ISBN 978-3894143794
- 2005: Münster – Kinder auf den Spuren der Stadt, Aschendorff Verlag, Münster, ISBN 978-3402003923
- 2007: DurchblickLÜK. Sudoku 1: Zahlen, Buchstaben, Symbole von 6 - 8 Jahren, Westermann Lernspielverlag, ISBN 978-3894144012
- 2007: DurchblickLÜK. Kinder-Sudokus 2: Zahlen, Buchstaben, Symbole für Sudoku-Fans von 7 bis 9, Westermann Lernspielverlag, ISBN 978-3894144029
- 2007: Mit Kindern durch das Münsterland, Aschendorff Verlag, Münster, ISBN 978-3402127360
- 2010: Mit Kindern quer durch NRW – Unter dem Sternenhimmel bei uns zu Lande, Aschendorff Verlag, Münster, ISBN 978-3402127926
- 2014: Annette von Droste-Hülshoff und die Kinder. Ardey-Verlag, Münster, ISBN 978-3-87023-371-6